# Chromis punctipinnis
Chromis punctipinnis és una espècie de peix de la família dels pomacèntrids i de l'ordre dels perciformes que es troba des de Califòrnia (Estats Units) fins a la Península de Baixa Califòrnia (Mèxic).
Els mascles poden assolir els cm de longitud total.